# Fiera di Bolzano

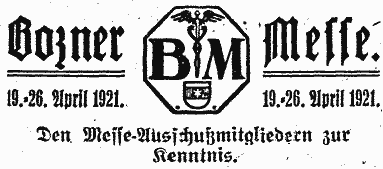
Il logo della Bozner Messe del 1921

La Fiera di Bolzano (in tedesco Messe Bozen) nasce nel 1948 come fiera campionaria (Mustermesse). Collocata a Bolzano, essa si trova in una posizione ideale, al centro dell'Arco Alpino, in una regione bilingue, e funge così da punto d'incontro tra le aziende provenienti dalle zone di lingua tedesca e quelle di lingua italiana.
La Fiera bolzanina riprende un'analoga iniziativa del 1921, che allora culminò nella Domenica di sangue e non ebbe poi seguito a causa dell'avvento del fascismo nel 1922.
In ultima istanza, la tradizione fieristica è riconducibile alle diverse fiere annuali che dal tardo medioevo fecero di Bolzano un luogo di interscambio interregionale e che per la prima volta nel 1450 sono chiamate Messe, fiera appunto.
Il progetto architettonico della nuova sede della Fiera, posizionata in zona industriale di Bolzano, è stato concepito dagli architetti Claudio Lucchin e Roberto D'Ambrogio.
Le manifestazioni che qui si tengono riguardano principalmente l'economia alpina: ricezione alberghiera, sport invernali, agricoltura ed industria alpina, nonché edilizia sostenibile.

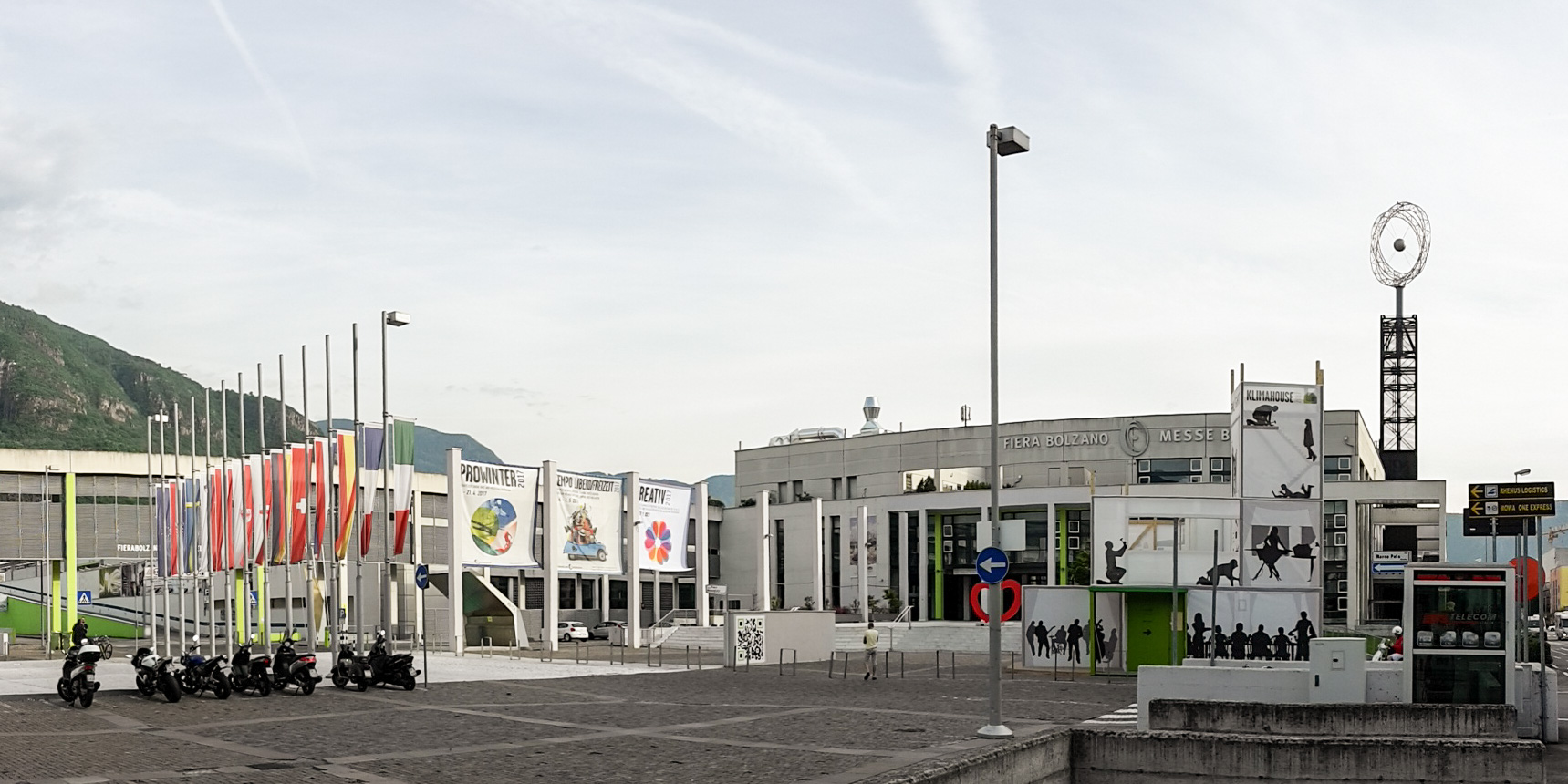
La piazza che ospita la fiera

La fiera attira annualmente più di 2.500 espositori e 220.000 visitatori da tutta Europa. Per consentire un miglior collegamento ferroviario con il centro della città e con il resto della regione, è stata allestita la Stazione di Bolzano Sud.